# Robert Bichue
Robert Bichue, né 1704 à Coutances où il est mort en 1789, est un graveur et peintre d’histoire et de portraits  français.

## Biographie

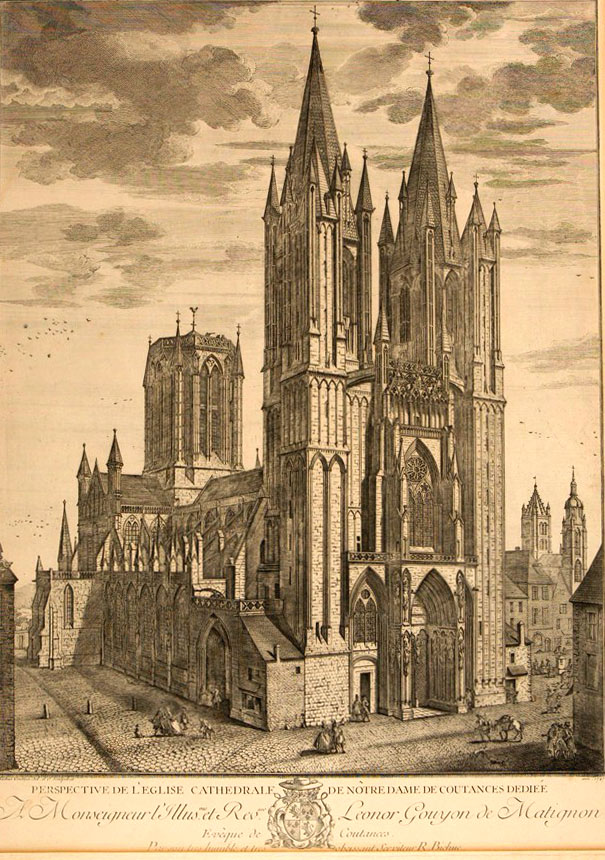
Vue de la cathédrale Notre-Dame de Coutances

Bichue apprit son art à Paris sous de bons maîtres, et y fit quelques tableaux estimés dans le genre de l’histoire et du portrait.
Avant la Révolution, on remarquait dans l’église Saint-Pierre de Coutances, un tableau de lui, représentant la Madeleine. Les premières épreuves de la gravure de la cathédrale sont recherchées. La planche en cuivre, usée et retouchée, a été conservée à Coutances.
Il dessina une Vue de la cathédrale de Coutances, du côté du nord-ouest, qu’il fit graver à Paris en 1747. Cette planche, dédiée à Léonor de Goyon de Matignon, qui occupait alors le siège épiscopal, mesure 0,55 m. de haut et de 0,39 m. de large, estampe aussi fort recherchée.
À la fin de sa vie, Bichue revint habiter sa ville natale.

## Œuvres dans les collections publiques
Garvures
- Vue de la cathédrale de Coutances.

Peintures
- Assomption de la Vierge, (1764), église paroissiale Saint-Pierre d'Ablon (Calvados) ;
- Plusieurs tableaux au musée Quesnel-Morinière de Coutances ;
- Apparition du Sacré Cœur de Jésus et Peste 1720, 1750, musée d'histoire de Marseille.

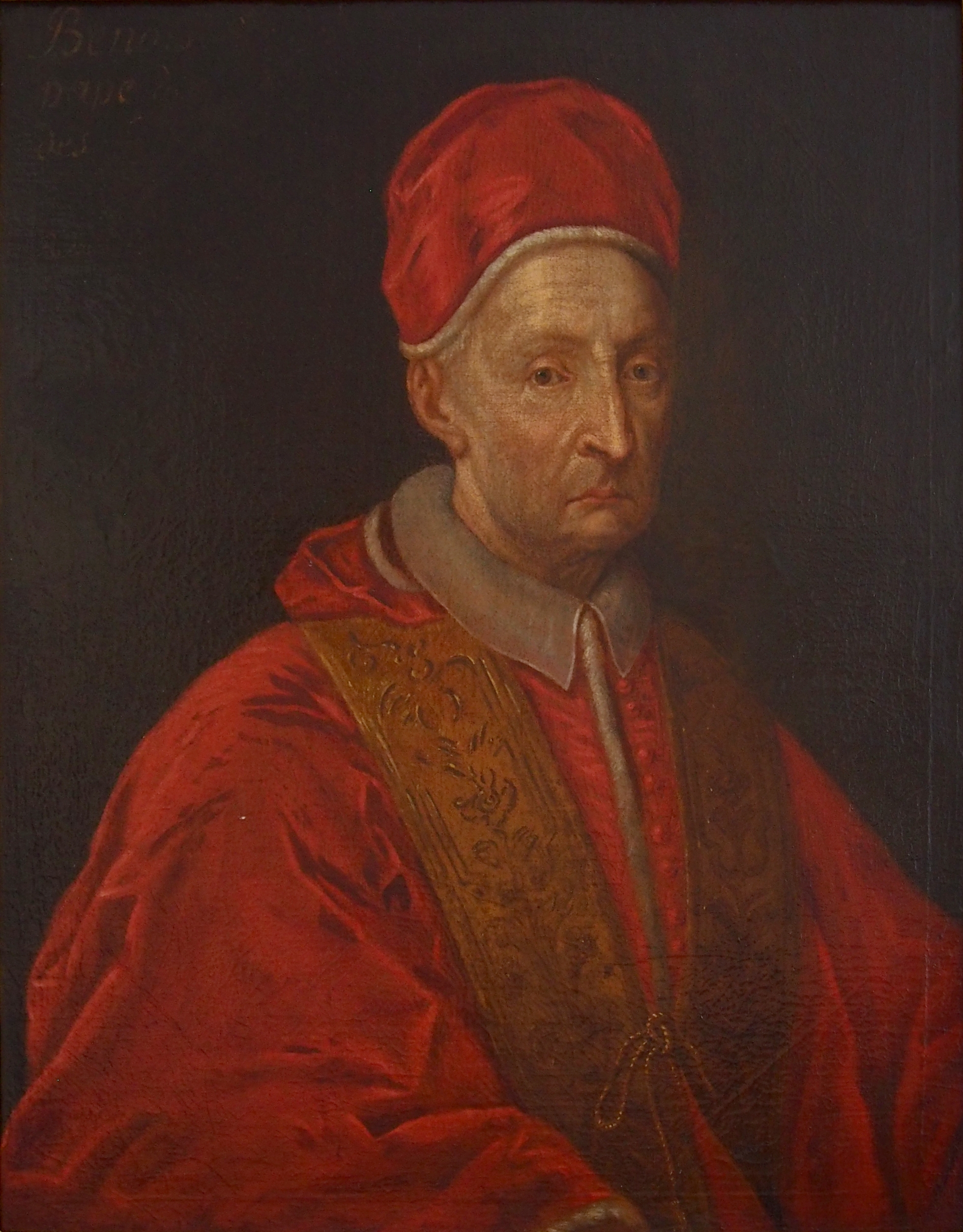
Portrait du pape Benoist (musée Quesnel-Morinière).
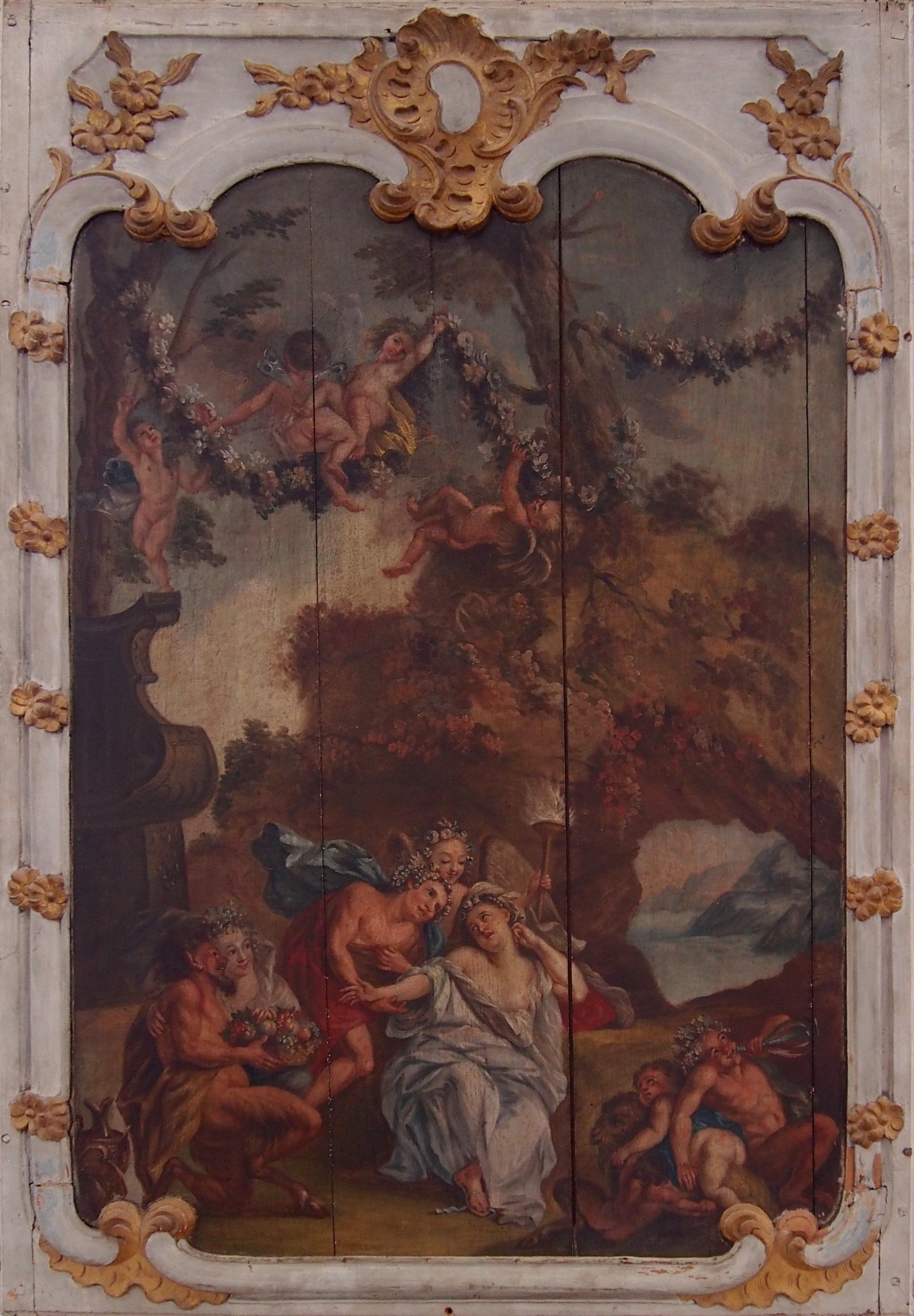
Bacchantes et Satyres dans une grotte, huile sur bois (musée Quesnel-Morinière).

## Source
- Édouard Frère, Manuel du bibliographe normand, Rouen, A. Le Brument, 1858-1860, p. 105.